# بيتا (طائر)
البيتا أو غَنَّاج (الاسم العلمي: Pitta) هي جنس من الطيور تتبع فصيلة طيور البيتا من رتبة العصفوريات.

## أنواع طائر البيتا
- بيتا مقلنس
- بيتا عاجي الصدر
- بيتا أفريقي
- بيتا أخضر الصدر
- بيتا هندي
- بيتا أزرق الأجنحة
- بيتا أنيق
- بيتا قوس قزح
- بيتا صاخب
- بيتا رائع
- بيتا لازوردي الصدر
- بيتا خرافي
- بيتا أسود الوجه
- بيتا سولا
- بيتا كبير المنقار